# نهائي كأس إيطاليا 1958
نهائي كأس إيطاليا 1958 هي المباراة النهائية من منافسة كأس إيطاليا 1958، أقيمت المباراة في 24 سبتمبر 1958، في ملعب أولمبيكو، بين فريقي نادي لاتسيو، ونادي فيورنتينا، وفاز فيها نادي لاتسيو، بعد أن هزم نادي فيورنتينا، بنتيجة 1 - 0.

## تفاصيل المباراة
لعبت المباراة النهائية في 24 سبتمبر 1958.
| نادي لاتسيو | 1 -0 | نادي فيورنتينا |
| ----------- | ---- | -------------- |
| No ID 30 '  |      |                |